# Dany Verlinden
Dany Verlinden (15 d'agost de 1963) és un exfutbolista belga.

## Selecció de Bèlgica
Va formar part de l'equip belga a la Copa del Món de 1994.